# Николай Вълчинов
Николай Цветанов Николов, известен още като Николай Вълчинов, Ник Улф, Книголюб Блажени, Николай Единак е български писател, сценарист, кинорежисьор, театрален режисьор.

## Биография
Роден е в Бяла Черква на 28 април 1950 г. Първоначално завършва Втора софийска гимназия, а през 1971 г. завършва българска филология в Софийския университет "СВ. Климент Охридски". През 1975 г. завършва ВИТИЗ „Кръстьо Сарафов“ със специалност театрална режисура в класа на професор Боян Дановски. Започва да режисира постановки в театрите в Монтана и Стара Загора, а впоследствие е режисьор и редактор към Студията за игрални филми „Бояна“. След това става преподавател по кинодраматургия в „Арт-колеж“ и Югозападния университет „Неофит Рилски“. 
Член на СБП - Съюз на българските писатели, член на СБЖ - Съюз на българските журналисти, член на СБФД - Съюз на българските филмови дейци. Експерт в Национален съвет за радио и телевизия. Николай Вълчинов има над 350 публикации в централния и периодичния печат.

## Филмография
Като режисьор
- Законът на отчаяните (2005)
- Годината на петела (2003)
- Българският модел (1998)
- Плач за една сянка – „Старо момче“ (1997 БНТ)

Като сценарист
- Законът на отчаяните (2005)
- Годината на петела (2003)
- Плач за една сянка – „Старо момче“ (1997 БНТ)
- Сезонът на канарчетата (1993) – пет награди от фестивала „Златна роза“ представен в номинациите „Оскар“ за най-добър чуждестраннен филм
- 19 метра вятър (1986)  – награда за най-добър дебют на филмовия фестивал „Златна роза“, Награда „Южна пролет“
- Амиго Ернесто (1986) – награда за най-добър детски филм

Като актьор
- Годината на петела (2003)
- Асистентът (2002)
- Аритмия (1992)
- Мадам Бовари от Сливен (1991) Царят на гимназията
- Смъртта може да почака (1985)

Като композитор
- Годината на петела (2003)
- Клубът на кралете Канал 1 на БНТ (1992)
- Мадам Бовари от Сливен (1991) реж. Е. Цанев, награда "Pri Futura - Берлин
- Мандрагора (1978) Държавен драматичен театър Стара Загора

Николай Вълчинов е носител на златен медал за музика на Четвъртия национален преглед.

## Театрални постановки
Като режисьор
- "Валентин и Валентина" - от М. Рошчин. Вълчинов е автор и на сценичната адаптация, текстовете и музиката за спектакъла.
- "Една репетиция на Мандрагора" от Н. Макиавели с почит към Молиер. Вълчинов е автор и на сценичната адаптация, текстовете и музиката за спектакъла. Постановката е заснета за БНТ.
- "Откриване на западния полюс" от В. Цонев. Вълчинов е автор на драматизацията.
- "Сако от велур" от Ст. Стратиев
- "Босман и Лика" от А. Фюгард. Вълчинов е автор и на музиката за спектакъла.
- "Зидари" от П.Ю. Тодоров
- "Как писар Тричко не се ожени..." от Н. Русев. Вълчинов е автор и на музиката за спектакъла.
- "Книжни цветя" от Е. Улф

Автор и водещ
- Клубът на кралете Канал 1 на БНТ (1992)
- Малкият човек ТВ "Триада"